# 東片端入口

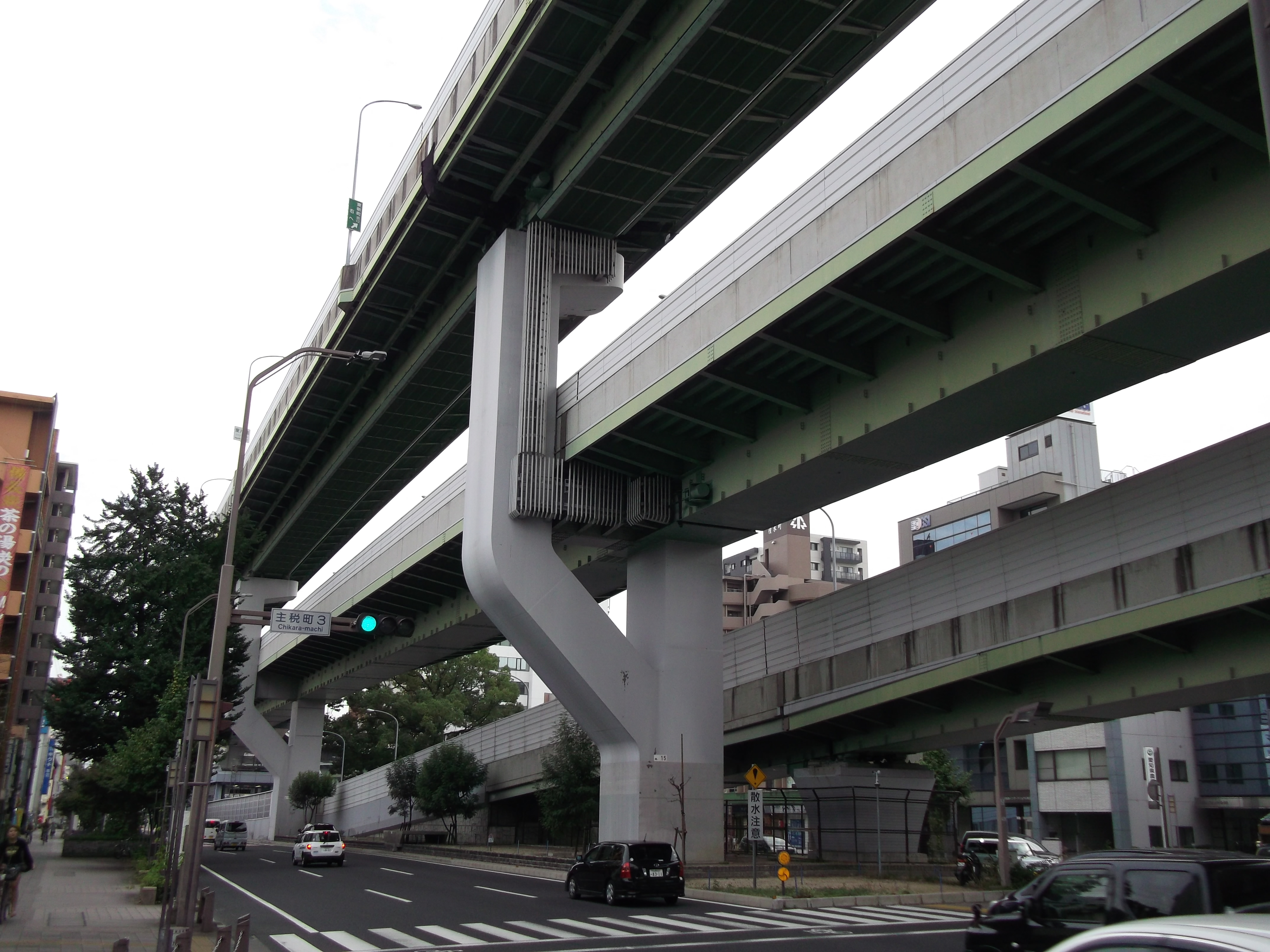
東片端入口（2014年9月）

東片端入口（ひがしかたはいりぐち）は、愛知県名古屋市東区にある、名古屋高速道路1号楠線のインターチェンジである。
楠JCT・小牧IC方面専用の入口のみで出口はない。楠方面から来て高速から出る場合、東片端JCTを過ぎてすぐのところにある都心環状線の東新町出口を利用する必要がある。

## 道路
- 名古屋高速1号楠線（楠JCT・小牧IC方面）

## 接続する道路
- 空港線（国道41号）

## 料金所

### 楠・小牧方面
- レーン数：2
  - ETC専用：1
  - 一般：1

## 歴史
- 1995年（平成7年）9月19日：開通。

## 利用台数
名古屋市統計年鑑による利用台数の推移
| 1995年（平成7年）度  | 571658台  |  |
| 1996年（平成8年）度  | 1433551台 |  |
| 1997年（平成9年）度  | 1567327台 |  |
| 1998年（平成10年）度 | 1514155台 |  |
| 1999年（平成11年）度 | 1505621台 |  |
| 2000年（平成12年）度 | 1452529台 |  |
| 2001年（平成13年）度 | 1803904台 |  |
| 2002年（平成14年）度 | 2053173台 |  |
| 2003年（平成15年）度 | 1903872台 |  |
| 2004年（平成16年）度 | 1854096台 |  |
| 2005年（平成17年）度 | 1956463台 |  |
| 2006年（平成18年）度 | 2036210台 |  |
| 2007年（平成19年）度 | 1935511台 |  |
| 2008年（平成20年）度 | 1595752台 |  |
| 2009年（平成21年）度 | 1544766台 |  |
| 2010年（平成22年）度 | 1572457台 |  |
| 2011年（平成23年）度 | 1578045台 |  |
| 2012年（平成24年）度 | 1619637台 |  |
| 2013年（平成25年）度 | 1659332台 |  |

## 隣
名古屋高速1号楠線
東片端JCT - (101)東片端入口 - (102,103,112,113)黒川出入口